# Brian Reed
Compléments
site web : http://www.savagebreakfast.com
Brian Reed (né le 1er juillet 1973 à Anderson dans l'Indiana) est un scénariste de comics et de jeux vidéo américain.

## Biographie
Brian Reed travaille d'abord dans le monde des jeux vidéos et écrit avec Brian Michael Bendis le scénario du jeu Ultimate Spider-Man. Il travaille ensuite pour Marvel Comics en tant que scénariste sur de nombreuses séries comme Illuminati, Spider-Woman, l'adapation de Halo. Il est le scénariste de la série Ms. Marvel qui comprend 50 épisodes. Il scénarise aussi le jeu Web of Shadows. Il travaille aussi pour Dark Horse Comics en scénarisant la série Halo lorsque celle-ci est reprise par cet éditeur.

## Comics
- Spider-Woman : Origins (2005-2006),
- New Avengers : Illuminati (2006),
- Captain Marvel (2007-2008),
- Ms. Marvel (2006-2010)
- The Circle (Image Comics, 2007-2008).

## Jeux vidéo
- Mercenaries 2 : L'Enfer des favelas - scénariste des cinématiques, Pandemic Studios
- Halo 4 - co-scénariste, 343 Industries
  - Halo 4: Spartan Ops'' - scénariste principal, 343 Industries
- Halo 5: Guardians - scénariste principal, 343 Industries
- Ultimate Spider-Man - designer principal et co-scénariste avec Brian Michael Bendis, Activision